# Teramo Calcio 2000-2001
Questa pagina raccoglie le informazioni riguardanti il Teramo Calcio nelle competizioni ufficiali della stagione 2000-2001.